# Serebreanîțea, Turiisk
Serebreanîțea (în ucraineană Серебряниця) este un sat în comuna Tulîciv din raionul Turiisk, regiunea Volînia, Ucraina.

## Demografie
Componența lingvistică a localității Serebreanîțea
     Ucraineană (100%)
Conform recensământului din 2001, toată populația localității Serebreanîțea era vorbitoare de ucraineană (100%).